# Maja Hjertzell
Maja Hjertzell (ur. 1971) – szwedzka autorka książek dla dzieci i młodzieży.

## Życiorys
Mieszka w Arvika i pracuje jako bibliotekarz w tamtejszym Solbergagymnasiet. Książki dla dzieci i młodzieży wydaje od 2001 roku, gdy zadebiutowała książką Ett lingon i en hiss. 
W Polsce nakładem Wydawnictwa Zakamarki w 2016 roku ukazała się jej powieść Wiktorio, I love you (oryg. I love you Viktoria Andersson, 2011) w tłumaczeniu Marty Wallin, z ilustracjami Anny Nilsson.